# Pseudoirona laeopsi
Pseudoirona laeopsi là một loài chân đều trong họ Cymothoidae. Loài này được Pillai miêu tả khoa học năm 1964.